# وسوگوتووک
وسوگوتووک (به لاتین: Wysogotówek) یک روستا در لهستان است که در گمینا کوتلین واقع شده‌است.